# Adonis palaestina
Adonis palaestina är en ranunkelväxtart som beskrevs av Pierre Edmond Boissier. Adonis palaestina ingår i släktet adonisar, och familjen ranunkelväxter. Inga underarter finns listade i Catalogue of Life.